# Joris Brys
Joris Brys (Turnhout, 28 oktober 1988) is een Belgisch sportjournalist die werkt voor de commerciële zender Play4 en betaalzender Play Sports, daarnaast is hij ook actief als radiopresentator op Studio Brussel.

## Biografie

### Televisie
Brys startte in 2006 na het behalen van zijn middelbaar diploma een opleiding journalistiek aan de Artesis Plantijn Hogeschool in Antwerpen. Na het behalen van zijn diploma ging hij in 2010 aan de slag bij de regionale televisiezender RTV. In september 2013 maakte Brys de overstap naar betaalzender Play Sports van Telenet. In november 2017 mocht hij door het tijdelijk uitvallen van Gilles De Coster enkele keren Sports Late Night presenteren, het programma dat zowel op de commerciële zender Play4 als betaalzender Play Sports wordt uitgezonden. Vanaf juli 2018 is hij samen met De Coster en Bart Raes een van de vaste gezichten van het programma.
In 2018 speelde hij een bijrol in de serie De Dag, te zien op Telenet Play en Play4.
In het najaar van 2024 neemt hij deel aan De Verraders op VTM.

### Radio
Vanaf 10 februari 2019 presenteert hij ook elke zondagmiddag Vuurland op Studio Brussel. Vanaf september 2019 krijgt Brys ook het voormiddagblok voor zijn rekening. Hij wordt hierdoor de opvolger van de overleden Christophe Lambrecht. Begin december werd bekend dat Brys eind die maand samen met Fien Germijns en Eva De Roo de 14de editie van Music For Life zou gaan presenteren.

## Trivia
Brys voetbalde in zijn jonge jaren bij de jeugd van KSK Oosthoven, KFC Turnhout en Berchem Sport.